# East End

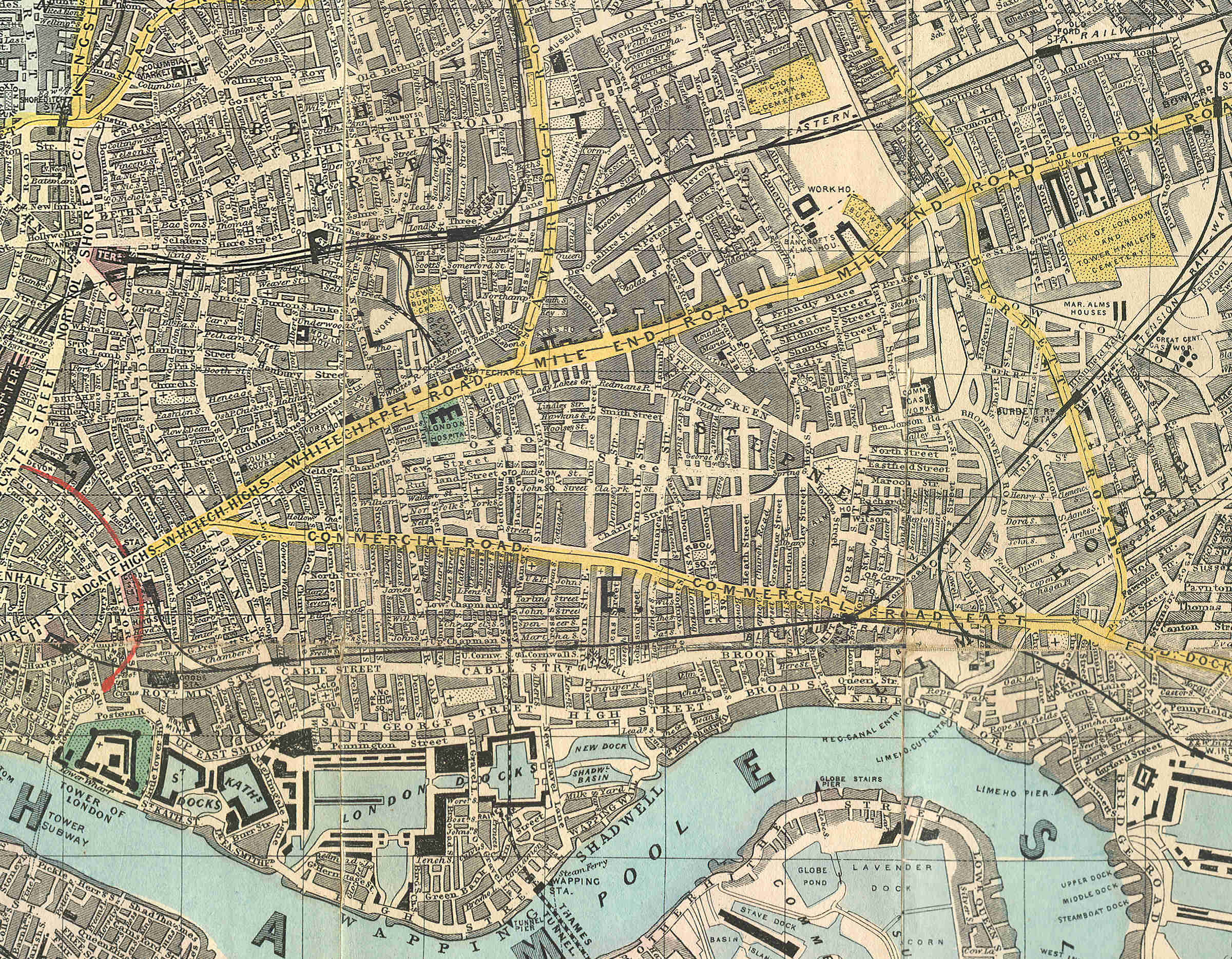
Mapa East Endu z 1882 roku

East End (z ang. „wschodni kraniec”) – tradycyjna nazwa rejonu obejmującego dzielnice Londynu położone we wschodniej części miasta, na wschód od średniowiecznych murów City of London i na północ od Tamizy.
Rejon ten kojarzony był, w szczególności w XIX i na początku XX wieku, z ubóstwem. Był miejscem zamieszkania klasy robotniczej oraz licznych społeczności imigranckich. Wielu mieszkańców znajdowało zatrudnienie w porcie londyńskim. Dużymi problemami były przeludnienie oraz przestępczość (działał tu m.in. Kuba Rozpruwacz).
Zasadnicza część East Endu znajduje się w granicach gminy Tower Hamlets. Zalicza się do niego m.in. dzielnice Whitechapel, Spitalfields, Stepney oraz Bethnal Green. Granice obszaru, z wyjątkiem zachodniej, nie są ściśle zdefiniowane. Za wschodnią uznawana bywa rzeka Lea.